# 8269 Calandrelli
8269 Calandrelli eller 1988 QB är en asteroid i huvudbältet som upptäcktes den 17 augusti 1988 av San Vittore-observatoriet i Bologna. Den är uppkallad efter astronomen Ignazio Calandrelli.
Asteroiden har en diameter på ungefär 6 kilometer.